# Éva Senécal
Pour les articles homonymes, voir Sénécal.
Éva Senécal (généralement prononcé /evɑ senekal/ en français canadien ; née le 20 avril 1905 à La Patrie et morte le 14 mars 1988 à Sherbrooke), est une poète et romancière québécoise. Elle travailla pour le journal sherbrookois La Tribune de 1930 à 1936 et y travailla de nouveau au milieu des années 1960.
La bibliothèque municipale de la ville de Sherbrooke porte son nom depuis son inauguration en décembre 1990. Cet hommage lui a été décerné par la Société d'histoire de Sherbrooke pour souligner notamment sa carrière de femme de lettres.

## Œuvres
- 1927 - Un peu d'angoisse, un peu de fièvre, recueil de poésie.
- 1929 - La Course dans l'aurore, recueil de poésie.
- 1931 - Dans les ombres[3], roman.
- 1933 - Mon Jacques, roman.

## Honneurs
- 1929 - Concours d'action intellectuelle de l'ACJC, La Course dans l'aurore.
- 1929 - Premier prix dans la section originalité au Salon des poètes de Lyon, Vent du Nord, poème tiré de La Course dans l'aurore.
- 1931 - Prix Albert-Lévesque, Dans les ombres.